# Consejo del distrito de Waimate
Consejo del distrito de Waimate (en māori: Ko te kaunihera ā rohe o Waimate) es la autoridad territorial del distrito Waimate de Nueva Zelanda. 
El consejo está compuesto por el alcalde de Waimate, Craig Rowley y ocho concejales de barrio. 

## Composición

### Concejales
- Alcalde: Craig Rowley
- Distrito Waimate: Sharyn Cain, Fabia Fox, Miriam Morton, David Owen.
- Barrio Pareora-Otaio-Makikihi: Sandy McAlwee, Tom O'Connor.
- Barrio Hakataramea-Waihaorunga: Colin Pankhurst.
- Barrio Waihao: Sheila Paul. [2]

## Historia
El consejo se fundó en 1989, como reemplazo del consejo del condado de Waimate de 1876. 
En 2020, el consejo tenía 58 empleados equivalentes a tiempo completo,  incluidos nueve que ganaban más de $100,000. 